# Chibly Langlois
Chibly Langlois (sinh 1958) là một Hồng y người Haiti của Giáo hội Công giáo Rôma. Ông hiện đảm nhận vị trí Giám mục chính tòa Giáo phận Les Cayes và Chủ tịch Hội đồng Giám mục Haiti.

## Tiểu sử
Hồng y Langlois sinh ngày 29 tháng 11 năm 1958 tại La Vallée, Haiti. Sau quá trình tu học, ngày 22 tháng 9 năm 1991, ông được thụ phong chức vị linh mục, tân linh mục là thành viên linh mục đoàn Giáo phận Jacmel.
Ngày 8 tháng 4 năm 2004, Tòa Thánh thông báo tin tuyển chọn linh mục Langlois làm Giám mục Giáo phận Fort-Liberté. Lễ tấn phong cho vị tân chức được cử hành sau đó vào ngày 6 tháng 6, bởi các nghi thức được cử hành bởi: Chủ phong Hubert Constant, O.M.I., Tổng giám mục Tổng giáo phận Cap-Haïtien; Hai vị phụ phong gồm:Guire Poulard Giám mục Jacmel và Joseph Serge Miot, Tổng giám mục Phó Tổng giáo phận Port-au-Prince. Tân giám mục chọn cho mình khẩu hiệu:Servire cum caritate.
Ngày 15 tháng 8 năm 2011, Tòa Thánh thuyên chuyển Giám mục Langlois làm Giám mục chính tòa Giáo phận Les Cayes. Từ tháng 10 năm 2011 đến ngày 9 tháng 6 năm 2012, ông là Giám quản Tổng giáo phận Port-au-Prince. Tháng 12 năm 2011, ông được chọn làm Chủ tịch Hội đồng Giám mục Haiti.
Trong Công nghị Hồng y năm 2014 cử hành ngày 22 tháng 2, Giáo hoàng Phanxicô nâng Giám mục Langlois lên tước vị Hồng y Nhà thờ San Giacomo in Augusta. Ông đã đến nhận nhà thờ hiệu tòa của mình vào ngày 7 tháng 6 cùng năm.